# Rubus glaucus

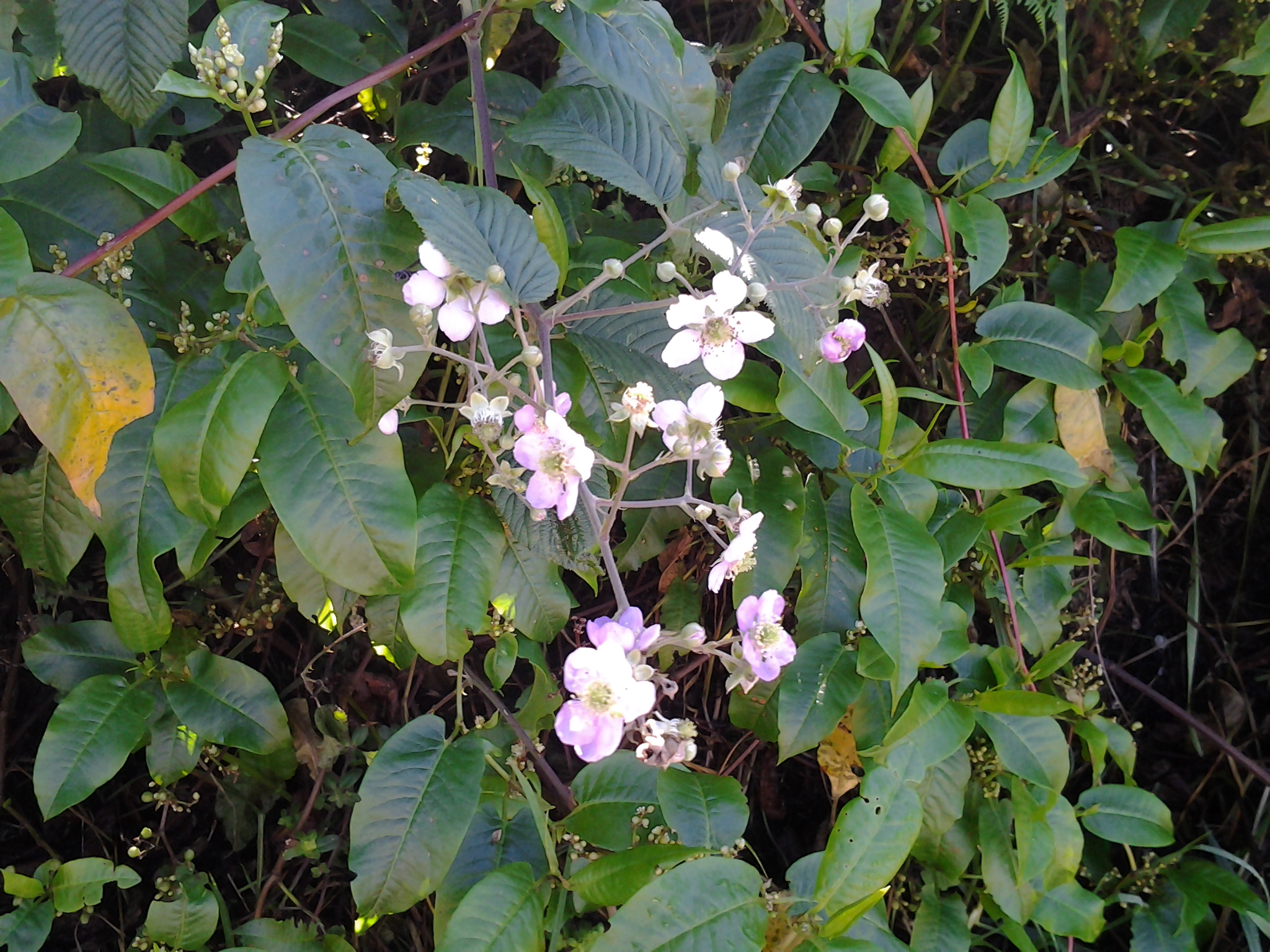
Hoa của R. glaucus

Rubus glaucus, thường được gọi là Mora de Castilla hay mâm xôi Andean, là một loài thực vật có hoa thuộc chi Mâm xôi. Loài này được tìm thấy ở châu Mỹ Latinh, bắt đầu từ bang Oaxaca, México đến Bolivia, bao gồm cả miền bắc và trung tâm dãy Andes. R. glaucus rất giống với loganberry (mâm xôi đỏ) cả về hình thái lẫn hương vị.

## Mô tả
R. glaucus là một cây bụi thân thảo lâu năm, có thể cao khoảng 3 mét. Thân cây tròn, có gai nhọn, đường kính 1 – 2 cm. Lá có các cạnh răng cưa, màu xanh lá sẫm, mọc thành chùm. Cả thân cây và lá đều được phủ bởi một lớp bột màu trắng. Năm đầu tiên, cây chỉ ra lá mà không ra hoa; hoa chỉ nở vào từ năm thứ hai trở đi. Hoa mọc thành cụm, màu trắng phớt hồng, 5 cánh hình muỗng, cuống hoa có phủ lông tơ mịn. Quả là tập hợp những quả hạch tròn, nhỏ, có đường kính khoảng từ 15 đến 25 mm, dài gần 3 cm, trọng lượng 3-5 gam, màu xanh lá khi còn non, trở thành màu đỏ khi chín và sau đó là màu đỏ tía, bóng, có vị chua ngọt và giàu dinh dưỡng, vượt trội cả về hương vị và chất lượng so với hầu hết các loại mâm xôi khác. R. glaucus có tuổi thọ từ 12 đến 20 năm.
Cây phát triển tốt nhất ở nhiệt độ từ 12 đến 19 °C, với độ ẩm tương đối từ 80 đến 90%, nhiều nắng và lượng mưa khoảng từ 800 đến 2.500 mm mỗi năm. Cây ưa mọc trong đất bùn, trảng cỏ ẩm ướt độ cao từ 1.500 m đến 3.100 m. R. glaucus được trồng để lấy trái.